# تینکربل (فیلم)
«تینکربل» (انگلیسی: Tinker Bell)فیلمی در ژانر ماجراجویی و خانوادگی است که توسط Disney Interactive و در سال ۲۰۰۸ منتشر شد. از بازیگران آن می‌توان به می ویتمن، کریستن چنووس، راون سایمون، لوسی لیو، و آمریکای فررا اشاره کرد.
خلاصه داستان
وقتی نوزادی برای اولین بار می خندد یک پری به دنیا می اید و به شکل یک قاصدک به سرزمین پیکسی هالو می رود در انجا پری باید استعدادش را کشف کند